# Roderich Reifenrath
Roderich Reifenrath (* 4. Juni 1935 in Wissen) ist ein ehemaliger deutscher Journalist.

## Werdegang

### Ausbildung
Reifenrath legte 1955 am Landerziehungsheim der Evangelischen Kirche Rheinland in Dierdorf die Abiturprüfung ab und studierte von 1955 bis 1961 Rechtswissenschaften, zunächst bis 1957 an der Universität Köln und danach in Mainz.

### Beruf
Im Anschluss an das Studium war er ein Jahr als wissenschaftlicher Mitarbeiter tätig, bevor er 1962 über ein Volontariat zur Allgemeinen Zeitung Mainz kam.
Seine weitere journalistische Karriere führte ihn 1964 zur Recklinghäuser Zeitung, bei welcher er am Aufbau der politischen Redaktion beteiligt war.
1966 wechselte er zur Frankfurter Rundschau und arbeitete von Beginn an in der politischen Redaktion. 1986 wurde Reifenrath Mitglied der Redaktionsleitung und übernahm 1992 von Werner Holzer den Posten des Chefredakteurs, den er acht Jahre bekleidete.
Im Juni 2000 trat er in den Ruhestand.

## Auszeichnungen
- 1995: Karl-Hermann-Flach-Preis
- 2000: Theodor-Wolff-Preis